# Zdeněk Bouček
Zdeněk Rudolf Jan Bouček (geboren am 8. Januar 1924 in Hradec Králové, Tschechoslowakei; gestorben am 17. Juli 2011 in Prag) war ein tschechischer Entomologe und Parasitologe, der sich vorrangig mit der Systematik der Erzwespen beschäftigt hat. Er hat mehr als 1100 Taxa beschrieben, darunter 46 Familien, Unterfamilien und Triben und 281 Gattungen und Untergattungen.

## Leben
Zdeněk Bouček wuchs mit zwei jüngeren Geschwistern auf einem Bauernhof in der Nähe von Hradec Králové auf. Nach dem Ende des Zweiten Weltkriegs begann er an der Karls-Universität in Prag ein Studium der Naturwissenschaften, das er 1949 mit der Promotion zum RNDr. abschloss. Nach zwei Jahren Militärdienst begann er eine Tätigkeit in der Abteilung für Pflanzenschutz einer Einrichtung zur Agrarforschung in Prag. 1960 wurde er Mitarbeiter der entomologischen Abteilung des Nationalmuseums, die zunächst noch im Hauptgebäude im Stadtzentrum untergebracht war und später in den Stadtteil Kunratice am südlichen Stadtrand von Prag verlegt wurde. 1969 verlieh ihm die Tschechoslowakische Akademie der Wissenschaften den Titel eines Doktors der Lebenswissenschaften (DrSc.) für seine bereits 1952 veröffentlichte Dissertation, eine Revision der europäischen Erzwespen. Im selben Jahr, wenige Monate nach der Niederschlagung des Prager Frühlings, entschloss sich Bouček, von einer genehmigten Reise nach Turin nicht in die ČSSR zurückzukehren. Seine Tochter befand sich zu diesem Zeitpunkt auf einem Auslandssemester in London und seine Ehefrau konnte ihm unter einem Vorwand und mit Hilfe einer Bescheinigung des Nationalmuseums folgen.
Ab Januar 1970 wurde Bouček vorübergehend in Teilzeit im Hope Department of Entomology des Oxford University Museum of Natural History beschäftigt. Im Juni 1970 erhielt er eine Festanstellung in Vollzeit im Commonwealth Institute of Entomology, das später im Centre for Agriculture and Bioscience International (CABI) aufgegangen ist und in den Räumen des Natural History Museum in London untergebracht war. Dort wurde er bis zum Eintritt in den Ruhestand im Jahr 1989 beschäftigt. Nach der Samtenen Revolution am Ende desselben Jahres zog Bouček mit seiner Ehefrau in ein Landhaus in Velký Vřešťov, ganz in der Nähe seines Geburtsorts Hradec Králové, kehrte aber jährlich zu Besuchen nach Großbritannien zurück.
Boučeks wissenschaftliches Interesse galt den Erzwespen (Chalcidiodea), und dabei besonders den Familien mit größeren Arten wie die Leucospidae, Chalcididae, Pteromalidae, Torymidae und Eulophidae. Er gilt als Begründer der modernen Systematik der Erzwespen und hat mehr als 1100 Taxa beschrieben, darunter 46 Familien, Unterfamilien und Triben und 281 Gattungen und Untergattungen.
Boučeks Lebenswerk ist die 1988 erschienene systematische Bearbeitung der austroasiatischen Erzwespen, von der behauptet wird, dass mit der Aufnahme ihrer taxonomischen Änderungen in den Zoological Record ein Bearbeiter zwei Monate lang beschäftigt war. Unter seinen mehr als 150 wissenschaftlichen Publikationen befinden sich zahlreiche Revisionen höherer Taxa, die als Standardwerke seines Fachs gelten.
2004 wurde Bouček zum Honorary Fellow of the Royal Entomological Society of London gewählt. Im folgenden Jahr zeichnete ihn die International Society of Hymenopterists für seine Forschungen mit ihrer Medaille aus.

## Dedikationsnamen (Auswahl)
- Bouceka Koçak & Kemal, 2008 (Ersatz für das Homonym Tenka Boucek, 1988 nec Tenka Barrande, 1881)[5]
- Boucekastichus Andriescu, 1971[6]
- Boucekelimus Kim & La Salle, 2005[7]
- Boucekiana De Santis, 1975[8]
- Boucekiella Hoffer, 1954[9]
- Boucekina Szelényi, 1974[10]
- Boucekinini Jansta, Cruaud, Delvare, Genson, Heraty, Křížková & Rasplus, 2018[11]
- Boucekinus Jansta & Hanson, 2011[12]
- Boucekiola Narendran, 2005[13]
- Boucekius Gibson, 2003[14]
- Bouceklytinae Yoshimoto, 1975[15]
  - Bouceklytus Yoshimoto, 1975
- Nomada bouceki Kocourek, 1985[16]

## Erstbeschreibungen (Auswahl)
- Rotoitidae Bouček & Noyes, 1987
  - Rotoita Bouček & Noyes, 1987
    - Rotoita basalis Bouček & Noyes, 1987

## Veröffentlichungen (Auswahl)
- Zdeněk Bouček: The first revision of the European species of the family Chalcididae (Hymenoptera). In: Sborník Entomologického Oddělení Národního Musea v Praze 1952, Band 27, Supplement 1, S. 1–108 (zugleich Dissertation, Prag 1952).
- Zdeněk Bouček: A Revision of the Leucospidae (Hymenoptera: Chalcidoidea) of the world. Bulletin of the British Museum (Natural History) Supplement 23. Trustees of the British Museum, London 1974.
- Zdeněk Bouček und John S. Noyes: Rotoitidae, a curious new family of Chalcidoidea (Hymenoptera) from New Zealand. In: Systematic Entomology 1987, Band 12, Nr. 4, S. 407–412, doi:10.1111/j.1365-3113.1987.tb00212.x.
- Zdeněk Bouček: Australasian Chalcidoidea (Hymenoptera). A biosystematic revision of genera of fourteen families, with a reclassification of species. C. A. B. International, Wallingford 1988, ISBN 0-85198-607-2.
- Zdenek Bouček und Jean-Yves Rasplus: Illustrated key to West-Palearctic genera of Pteromalidae (Hymenoptera: Chalcidoidea). Institut National de la recherche agronomique, Paris 1991. ISBN 2-7380-0343-5.